# Circumscripcions electorals de Nova Zelanda
Una circumscripció electoral, o electorate en anglès, és un dels districtes polítics en què es divideixen els votants de Nova Zelanda. Abans del 1996, tots els diputats neozelandesos eren directament votats pels votants d'una circumscripció electoral. Des d'aleshores Nova Zelanda utilitza el sistema de representació proporcional mixta i tan sols 70 dels usuals 120 diputats són directament votats. Els altres diputats són omplerts per llistes electorals de partits per a poder aconseguir representació proporcional. Les 70 circumscripcions electorals actuals es divideixen en 63 circumscripcions electorals generals i 7 circumscripcions electorals maoris (els votants maoris tenen l'opció de formar part d'una circumscripció electoral general o maori).

## Distribució
Originalment les circumscripcions electorals eren basades en enllaços polítics i socials, amb poca consideració per les diferències en població. Cada circumscripció tenia un nombre diferent de diputats (fins a tres) per equilibrar les diferències en població, però això fou tan sols parcialment exitós. Eventualment un nou sistema fou introduït —cada circumscripció elegiria democràticament un diputat, amb fronteres de circumscripcions essent basades en població. Però degut a la gran polació de les àrees urbanes es varen crear circumscripcions rurals fins al 1945, significant que la població rural tenia més representació que la població urbana.
Avui en dia les fronteres de les circumscripcions són determinades per la Comissió de Representació («Representation Commission»). La comissió consisteix en:
- Quatre treballadors del govern —l'estadístic del govern, el topògraf general, l'oficial electoral i el representant de la comissió del govern local.
- Un representant del partit del govern i un representant de l'oposició.
- Un president (sovint un jutge) nominat per altres membres

Les fronteres de les circumscripcions són canviades a l'acabar cada cens de població, el qual ocorre cada cinc anys. L'illa del Sud és garantida 16 circumscripcions generals, amb els votants que queden (illa del Nord i maoris) sent dividits en circumscripcions de la mateixa població que les de l'illa del Sud. Les circumscripcions poden tenir un 5% més o menys que la mediana de totes les circumscripcions neozelandeses. Això ha causat que el nombre de diputats de llista al Parlament declini, ja que la població està experimentant un increment al nord —però no al sud o a les comunitats rural—, especialment a l'àrea metropolitana d'Auckland.
En continuació a aquest increment al nord, l'illa del Nord va ser donada una circumscripció extra per a les eleccions de 2008. La necessitat per a una circumscripció extra va ser determinada pel cens del 2006. La circumscripció nova va portar el nombre total de diputats de circumscripcions a 70 i va reduir el nombre de diputats de llista a 50.
En les eleccions de 2005, 2008 i 2011 hi van haver més que els usuals 120 diputats —121 el 2005 i 2011 i 122 el 2008—, un escó sobresortit o «overhang seat» causat pel Partit Maori guanyant més escons de circumscripcions que els representaria en els vots totals.

## Circumscripcions especials
Al llarg dels anys hi ha hagut dos tipus de circumscripcions «especials» creats per a comunitats particulars. El primer tipus fou les circumscripcions per a miners d'or, creats pels treballadors en la febre de l'or a Otago. Els miners d'or usualment no tenien els requisits de residència o propietat en les circumscripcions on treballaven, però eren prou nombrosos per a poder tenir representació política. Varen existir dues circumscripcions per a miners d'or, la primera va començar el 1863 i les dues van acabar el 1870.
El 1868 es varen crear circumscripcions per a donar representació separada pels ciutadans maoris. Tot i que originalment s'esperava que fossin temporals, van començar a ser posicions reservades pels maoris, per a poder assegurar-se que sempre hi havia una veu maori al parlament. Fins al 1996 el nombre de circumscripcions maoris es va fixar a quatre, el qual no representava la gran quantitat de maoris vivint al país. Des de la introducció del sistema de representació proporcional mixta el nombre d'escons pot canviar amb el nombre de votants maoris que escullen estar en una circumscripció electoral maori i no pas una de general.

## Circumscripcions actuals

Circumscripcions electorals neozelandeses utilitzades en les eleccions de 2008 i 2011 (amb els resultats de les eleccions de 2011)

### Circumscripcions generals
| Circumscripció        | Diputat            |  | Partit     | Descripció                                                            |
| --------------------- | ------------------ |  | ---------- | --------------------------------------------------------------------- |
| Auckland Central      | Nikki Kaye         |  | Nacional   | Centre d'Auckland i illes del golf de Hauraki                         |
| Bay of Plenty         | Tony Ryall         |  | Nacional   | Costa central de Bay of Plenty                                        |
| Botany                | Jami-Lee Ross      |  | Nacional   | Sud-est d'Auckland                                                    |
| Christchurch Central  | Nicky Wagner       |  | Nacional   | Centre de Christchurch                                                |
| Christchurch East     | Lianne Dalziel     |  | Laborista  | Est de Christchurch                                                   |
| Clutha-Southland      | Bill English       |  | Nacional   | Southland (excluint Invercargill) i el sud i centre d'Otago           |
| Coromandel            | Scott Simpson      |  | Nacional   | Península de Coromandel                                               |
| Dunedin North         | David Clark        |  | Laborista  | Centre i nord de Dunedin                                              |
| Dunedin South         | Clare Curran       |  | Laborista  | Sud i sud-est de Dunedin                                              |
| East Coast            | Anne Tolley        |  | Nacional   | Wairoa, Gisborne i est de Bay of Plenty                               |
| East Coast Bays       | Murray McCully     |  | Nacional   | Nord-est d'Auckland                                                   |
| Epsom                 | John Banks         |  | ACT        | Centre-est d'Auckland                                                 |
| Hamilton East         | David Bennett      |  | Nacional   | Est de Hamilton                                                       |
| Hamilton West         | Tim Macindoe       |  | Nacional   | Oest de Hamilton                                                      |
| Helensville           | John Key           |  | Nacional   | Nord-oest d'Auckland                                                  |
| Hunua                 | Paul Hutchison     |  | Nacional   | Sud d'Auckland i comunitats rurals properes                           |
| Hutt South            | Trevor Mallard     |  | Laborista  | Sud de la vall de Hutt                                                |
| Ilam                  | Gerry Brownlee     |  | Nacional   | Oest de Christchurch                                                  |
| Invercargill          | Eric Roy           |  | Nacional   | Invercargill, pobles propers i l'illa Stewart                         |
| Kaikōura              | Colin King         |  | Nacional   | Marlborough i el nord de Canterbury                                   |
| Mana                  | Kris Faafoi        |  | Laborista  | Porirua i el sud de Kapiti Coast                                      |
| Mangere               | Su'a William Sio   |  | Laborista  | Mangere i altres suburbis del sud d'Auckland                          |
| Manukau East          | Ross Robertson     |  | Laborista  | Otara, est de Manukau i altres suburbis de l'est d'Auckland           |
| Manurewa              | Louisa Wall        |  | Laborista  | Centre i sud de Manukau i altres suburbis de l'est d'Auckland         |
| Maungakiekie          | Sam Lotu-Iiga      |  | Nacional   | Centre sud-est d'Auckland                                             |
| Mt Albert             | David Shearer      |  | Laborista  | Oest-centre d'Auckland                                                |
| Mt Roskill            | Phil Goff          |  | Laborista  | Centre sud-oest d'Auckland                                            |
| Napier                | Chris Tremain      |  | Nacional   | Napier                                                                |
| Nelson                | Nick Smith         |  | Nacional   | Nelson                                                                |
| New Lynn              | David Cunliffe     |  | Laborista  | Oest d'Auckland                                                       |
| New Plymouth          | Jonathan Young     |  | Nacional   | New Plymouth i Waitara                                                |
| North Shore           | Maggie Barry       |  | Nacional   | Sud-est del nord d'Auckland                                           |
| Northcote             | Jonathan Coleman   |  | Nacional   | Sud-oest del nord d'Auckland                                          |
| Northland             | Mike Sabin         |  | Nacional   | Northland (excluint Whangarei)                                        |
| Ōhariu                | Peter Dunne        |  | Unit Futur | Nord de Wellington i l'oest de la vall de Hutt                        |
| Ōtaki                 | Nathan Guy         |  | Nacional   | Horowhenua i el nord de Kapiti Coast                                  |
| Pakuranga             | Maurice Williamson |  | Nacional   | Est d'Auckland                                                        |
| Palmerston North      | Iain Lees-Galloway |  | Laborista  | Palmerston North                                                      |
| Papakura              | Judith Collins     |  | Nacional   | Papakura i altres suburbis del centre-sud d'Auckland                  |
| Port Hills            | Ruth Dyson         |  | Laborista  | Sud-est de Christchurch                                               |
| Rangitata             | Jo Goodhew         |  | Nacional   | Sud de Canterbury                                                     |
| Rangitīkei            | Ian McKelvie       |  | Nacional   | Nord de Manawatu i el centre de Manawatu-Wanganui                     |
| Rimutaka              | Chris Hipkins      |  | Laborista  | Nord de la vall de Hutt                                               |
| Rodney                | Mark Mitchell      |  | Nacional   | Orewa, Wellsford, Warkworth i altres suburbis del nord-est d'Auckland |
| Rongotai              | Annette King       |  | Laborista  | Sud i est de Wellington i les illes Chatham                           |
| Rotorua               | Todd McClay        |  | Nacional   | Rotorua i Kawerau                                                     |
| Selwyn                | Amy Adams          |  | Nacional   | Oest de Christchurch i Ashburton                                      |
| Tāmaki                | Simon O'Connor     |  | Nacional   | Est d'Auckland                                                        |
| Taranaki-King Country | Shane Ardern       |  | Nacional   | Centre i nord de Taranaki, King Country i Te Awamutu                  |
| Taupō                 | Louise Upston      |  | Nacional   | Taupo, Turangi, el sud de Waikato i Ruapehu                           |
| Tauranga              | Simon Bridges      |  | Nacional   | Centre de Tauranga i mont Maunganui                                   |
| Te Atatu              | Phil Twyford       |  | Laborista  | Te Atatu i Henderson i altres suburbis del centre-oest d'Auckland     |
| Tukituki              | Craig Foss         |  | Nacional   | Hastings i el sud de Hawke's Bay                                      |
| Waikato               | Lindsay Tisch      |  | Nacional   | Nord de Waikato                                                       |
| Waimakariri           | Kate Wilkinson     |  | Nacional   | Nord-oest de Christchurch, Rangiora i Kaiapoi                         |
| Wairarapa             | John Hayes         |  | Nacional   | Wairarapa i Tararua                                                   |
| Waitakere             | Paula Bennett      |  | Nacional   | Oest d'Auckland                                                       |
| Waitaki               | Jacqui Dean        |  | Nacional   | Nord i centre d'Otago                                                 |
| Wellington Central    | Grant Robertson    |  | Laborista  | Centre de Wellington                                                  |
| West Coast-Tasman     | Damien O'Connor    |  | Laborista  | West Coast i Tasman                                                   |
| Whanganui             | Chester Borrows    |  | Nacional   | Whanganui i el sud de Taranaki                                        |
| Whangarei             | Phil Heatley       |  | Nacional   | Whangarei                                                             |
| Wigram                | Megan Woods        |  | Laborista  | Sud-oest de Christchurch                                              |

### Circumscripcions maoris
| Circumscripció  | Diputat           |  | Partit    | Descripció                                                     |
| --------------- | ----------------- |  | --------- | -------------------------------------------------------------- |
| Hauraki-Waikato | Nanaia Mahuta     |  | Laborista | Waikato                                                        |
| Ikaroa-Rawhiti  | Meka Whaitiri     |  | Laborista | Est de l'illa del Nord                                         |
| Tamaki Makaurau | Pita Sharples     |  | Maori     | Centre i sud d'Auckland                                        |
| Te Tai Hauāuru  | Tariana Turia     |  | Maori     | Oest de l'illa del Nord i el sud de Waikato                    |
| Te Tai Tokerau  | Hone Harawira     |  | Mana      | Northland i el nord d'Auckland                                 |
| Te Tai Tonga    | Rino Tirikatene   |  | Laborista | Wellington, l'illa del Sud, l'illa Stewart i les illes Chatham |
| Waiariki        | Te Ururoa Flavell |  | Maori     | Bay of Plenty i Taupo                                          |